# Wild Weasel
Wild Weasel ("Divja Podlasica") ali samo "WW" je kodno ime za operacije Ameriških letalskih sil (USAF), ki so namenjene uničevanju sovražnikovih radarjev in protiletalskih raket (SAM). 
Wild Weasel koncept so razvili leta 1965, ko so se pojavile sovjetske protiletalske rakete (SAM). V času Vietnamske vojne so s SAM raketami sestrelili veliko ameriških letal. Podobno taktiko so pozneje razvile tudi druge države. Wild Weasel je postal del SEAD (Uničevanje sovražnikove protiletalske obrambe). Kdaj se uporablja za te operacije tudi vzdevek "železna roka" ("Iron Hand").
Taktika WW je sorazmerno preprosta, prvo letalo izzove sovražnika do vklopi radar, potem druga letala izsledijo izvor radarskih žarkov in ga poskušajo uničiti.

### Wild Weasel I
Sprva so WW operacije leteli prostovoljci na letalih North American F-100 Super Sabre, pri Ameriški mornarici pa na Douglas A-4 Skyhawk. Izgube so bile na začetku velike, deloma tudi zaradi pomanjkljivosti F-100.

### Wild Weasel II in III
WW II je bil neuspešen poskus, da bi uporabljali letalo F-4C. Potem so leta 1966 predelali  F-105F (WW III). F-105F je imel bolj napreden radar, ECM opremo in boljšo orožje. Opremili so jih tudi z protiradarskimi raketami. Tako je nastala posebej namenjena verzija F-105G, kdaj so tudi uporabljali oznako EF-105F.

### Wild Weasel IV
F-105 so nehali proizvajati leta 1964, veliko letal so izgubili med Vietnamsko vojno, zato je bil inventar majhen. Za novo platformo so izbrali F-4C Phantom II, ki sodobili oznako F-4C Wild Weasel IV, kdaj tudi EF-4C.

### Wild Weasel V
F-4G Wild Weasel V (kdaj tudi Advanced Wild Weasel) je baziran na F-4E. Ima nove sisteme kot APR-38(t) Radar Homing and Warning Receiver (pozneje posodbljen v APR-47). Zgradili so okorg 134 F-4G letal, ki operatujejo od leta 1978. Uporabljali so ga med operacjo "Puščavska nevihta".

### Trenutna Wild Weasel letala
Za WW trenutno uporabljajo General Dynamics F-16 Fighting Falcon verzije Block 50 in 52. Posadko je za razliko F-4G samo enočlanska. Po leti 2016 naj bi začeli uporabljati tudi Lockheed Martin F-35 Lightning II kot WW letalo.